# Stara Vrhnika
Stara Vrhnika is een plaats in Slovenië en maakt deel uit van de gemeente Vrhnika in de NUTS-3-regio Osrednjeslovenska. De plaats telde 749 inwoners op 1 januari 2020.